# 정이찬
정이찬(2001년 5월 17일 ~ )은 대한민국의 프로듀서이자 가수이다. 2022년 싱글 앨범 [Eternal Summer]로 데뷔했다.

## 방송
- I-LAND (2020) - Part 1 방출
- 보이즈 플래닛 (2023) - 49위

## 음반
- Eternal Summer (2022)
- Stranger (2023)

## 기타
- GHOST9 <Runaway> (2021) - 작사/작곡
- GHOST9 <Rolling Stones> (2023) - 작사/작곡